# Влада Љубомира Вуловића
Влада Љубомира Вуловића је била друга Покрајинска управа покрајине Босна и Херцеговина у Краљевини СХС. Формирана је 26. августа 1922. и трајала је до 25. фебруара 1924. године.

## Састав Владе
| Функција                         | Слика | Име и презиме   | Странка | Детаљи |
| -------------------------------- | ----- | --------------- | ------- | ------ |
| Председник владе                 |       | Љубомир Вуловић |         |        |
| повереници                       |       |                 |         |        |
| Повереник за унутрашње послове   |       |                 |         |        |
| Повереник за пољопривреду и воде |       |                 |         |        |
| Повереник за правосуђе           |       |                 |         |        |
| Повереник за просвету и веру     |       |                 |         |        |
| Повереник за социјалну политику  |       |                 |         |        |